# Portugalete
Portugalete är en stad och kommun i provinsen Biscaya i den autonoma regionen Baskien i norra Spanien. Staden ligger cirka 9,5 kilometer nordväst om Bilbao. Kommunen har 44 766 invånare (2024), på en yta av 3,14 km².
År 1300 blev staden huvudhamn för Bilbao, men den förlorade sin dominerande position år 1511 när handelsprivilegierna tillföll Puerto de Bilbao istället för Portugalete.
Portugalete är känt för Biscayabron. Det är en hängfärja, där transporten sker med en gondol som hänger under det 164 meter långa brospannet. Bron upptogs på Unescosvärldsarvslista 2006.